# حسن باشا بن خير الدين بربروس
حسن باشا بن خير الدين بربروس وُلد سنة 1517م وتُوفي في إسطنبول سنة 1570، تولى ثلاث مرات منصب بكلربكباي لارباي أفريقيا حاكم الجزائر، الأولى كانت بعد وفاة حاكمها آغا الطوشي سنة 951هـ - 1544م. والثانية بعد مقتل الباي محمد كرداوعلي، واعيد تعيينه للمرة الثالثة بعدها بفترة قصيرة.
ومن المؤكد ان سبب تعيين حسن باشا بن خير الدين بربروس ثلاث مرات في هذا المنصب راجع إلى ادراكه السليم بالطريقة التي نظم بها الادراة في الجزائر وتعلق الجزائريين بحسن باشا ورضاهم عنه وقيادته العسكرية الحكيمة في الهجوم على الحصون الاسبانية على الساحل الجزائري.
شرع حسن بن خير الدين حال وصوله في مواجهة الغرب؛ فعمل على تحصين مدينة الجزائر وتوطيد النظام وصفوف الجيش وحل مشاكل المنطقة.

## حسن بن خير الدين واليا على الجزائر
عندما استدعى خير الدين إلى القسطنطينية في 15 اكتوبر 1535م وعين قائدا عاما للأساطيل العثمانية، احتفظ بلقب باي لارباي أفريقيا، أي باي بايات أفريقيا، وهو لقب يخول لصاحبه ان يصدر الاوامر إلى باشا تونس، طرابلس والجزائر، وبهذه الصفة عين خير الدين ابنه حسن واليا على الجزائر.
عند وصوله إلى الجزائر بادر حسن باشا بإعادة النظام إلى صفوف القوات العثمانية من اجل السير نحو المناطق الغربية للجزائر ومناطق المغرب الاقصى ان امكن. ففي ذلك الوقت كان القائد الاسباني الشهير الكونت الكوديت قد عاد إلى مدينة وهران من إسبانيا برفقة أربعة الاف جندي امده بها البلاط كان ذلك سنة 1546

### إفشال الهجوم الاسباني على تلمسان
كان أبو زيان احمد أبو عبد الله الثاني ملكا على تلمسان معترفا بالوحدة مع الجزائر لكن السياسة لعبت دورها فأخذ الملك يتقرب إلى الاسبان فخلعه اهلها وبويع الحسن أحد اخوته بالملك. وذهب أبو زيان احمد إلى الاسبان بوهران لإعانته على استرجاع العرش. فاغتنم الكونت الكوديت الفرصة فجهز جيشه، وجمع إلى جانبه فلول من بني عامر وبني راشد تحت قيادة المنصور بن بوغانم وتوجهوا إلى تلمسان. لكن أهل تلمسان كانوا قد استنجدوا بالعثمانيين فسار حسن باشا إلى نجدتهم رفقة أربعة الاف جندي تركي وعشرة مدافع فلما سمع الكونت الكوديت بهذه الانباء عاد ادراجه وعسكر بالقرب منهم.
و بينما كان حسن باشا يستعد لمعركة فاصلة ضد الكوديت، اذ بلغه نبأ وفاة والده خير الدين فاضطر للرجوع إلى مدينة الجزائر خوفا من وقوع فتنة وما احدثه هذا النبأ من اضطراب وهلع في نفوس العامة والخاصة في الجزائر.

### إفشال الهجوم الاسباني على مستغانم

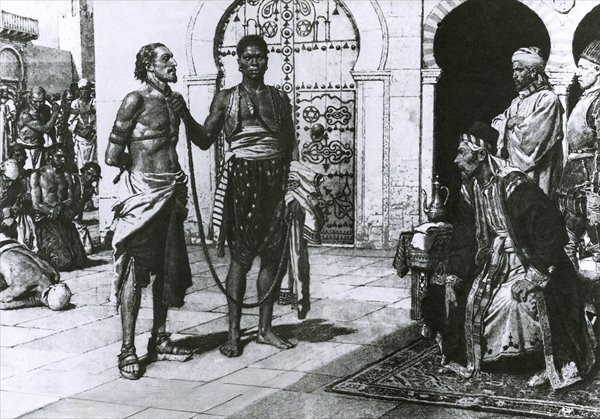
بربروس يستقبل سرفانتس

علم القائد الماهر الكونت الكوديت بنبأ وفاة خير الدين بربروس فقرر اقتفاء اثر حسن باشا والحاق الهزيمة بجيشه ومن ثم احتلال مدينة مستغانم التي نزل بها حسن باشا. احتل الاسبان مزغران دون قتال في مساء 21 أوت 1546 ثم اقتحموا مستغانم لكن حسن باشا كان قد حصنها تحصينا منيعا واقبلت قوات مساندة من المجاهدين العرب ورجال الحامية العثمانية بتلمسان لنصرة أهل مستغانم واستمرت المعركة اسبوعا كاملا إلى ان قرر الكونت الكوديت رفع الحصار والرجوع بجنده إلى وهران وكان ذلك في غروب شمس 27 أوت 1546 لكن المسلمين لاحقوهم ولم تتمكن فلول الاسبان اللحاق بوهران الا بعد جهد جهيد.

### الاستعداد لفتح وهران ومطامع سلطان المغرب
عندما وصل حسن باشا إلى الجزائر علم انه قد عين باي لارباي أفريقيا خلفا لابيه
و في هذه الاثناء استطاع اقناع سلطان السعديين محمد الشيخ بالمغرب بضرورة اجتماع القوتين العثمانية والمغربية لإخراج العدو الاسباني من وهران وتم ذلك في 1550م.
و تنفيذا لمقتضى هذا الاتفاق جند ستة الاف من القوات العثمانية وثمانية ألاف من زواوة يقودهم عبد العزيز سلطان بني عباس أما الاتراك فيقودهم حسن قورصو. وأرسل محمد الشيخ ابنه محمد الحران مع إحدى وعشرين الف فارس.
لكن محمد الحران خان الاتفاق وقرر احتلال تلمسان لفائدة ابيه وعندما سمعت القوات العثمانية حثت السير اليها وهاجمت قوات محمد الحران وهزمتهم في منطقة بين وهران وتلمسان. حينذاك أرسل سلطان المغرب جيشا كبيرا على رأسه ولديه عبد الله الغالب وعبد الرحمن وكان الاتراك قد بلغوا جدران تلمسان في 15 جانفي 1551م فهاجم فرسان المغاربة العثمانيين فقابلهم هؤلاء بنيران البنادق فلم يصبر المغاربة على ذلك وقتل عبد الرحمن ابن السلطان في المعركة بينما فر اخوه عبد الله وتتبعتهم القوات العثمانية حتى الحدود. وفي هذه المرة ترك العثمانيين حامية قوية بتلمسان تحت امرة القائد الصفاح.

### التفرغ للتحصينات والاعمال العمرانية

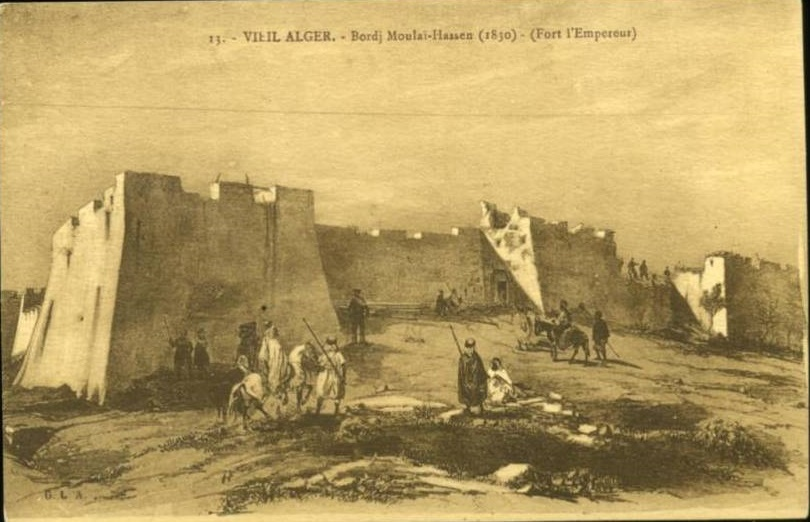
برج مولاي حسن في 1830.

عندما تخلص حسن باشا من هموم الحرب، تذكر ان كدية الصابون كانت عدة مرات هدفا للمغيرين، فبنى بها برج مولاي حسن الذي أصبح يحمل بعد ذلك اسم حصن الإمبراطور وهي تسمية فرنسية بدعوى ان شارلكان كان قد شرع في بناء ذلك الحصن وبعد بناء ذلك البرج تفرغ لتجميل مدينة الجزائر وبناء المرافق الضرورية منها: مستشفى للجنود العثمانيين وحمامات فخمة وكان فيها الاستحمام للعموم وبالمجان.

### عزل حسن باشا بن خير الدين بربروس
بعد أن وطّد حسن بن خير الدين بربروساً دعائم الحكم العثماني فيها 959هـ/1551م، انتهج سياسة مضادة لكل الدول الأجنبية بما فيها فرنسا التي كانت ترتبط بالدولة العثمانية بروابط رسمية جيدة، ساعدت الفرنسيين على الإفادة من الامتيازات الاقتصادية التي منحت لها مع إسطنبول والتي شملت جميع أقاليم الدولة العثمانية، غير أن حسن ابن خير الدين لم يلتزم بذلك، وأعلن عداءه لفرنسا في مناسبات عديدة.
تأكدت تلك العداوة بعد رفض حسن باشا مساعدة الفرنسين له في تحقيق حلم استرداد الأندلس من يد الأسبان لمعرفته بمواقف فرنسا السابقة من الدولة العثمانية نفسها، وأعلن صراحة أن قضية الجهاد هي قضية خاصة بالمسلمين، وبيّن بأنه لاينتصر بكافر على كافر مما جعل فرنسا توقع بين الباب العالى وحسن بقولهم: ان السلطة الواسعة المطلقة التي يمارسها حسن بن خير الدين ومحاولته توسيع مملكته ستحطم وحدة الدولة العثمانية وتهدد كيانها بالانقسام.
رأت الدولة العثمانية أنه بات لزاماً عليها أن تغيّر سياستها في المنطقة خاصة بعد أن صار المغرب حليفاً قوياً للإسبان، مما أدى إلى قلب الموازين الاستراتيجية رأساً على عقب فتم عزل بيلربك الجزائر حسن بن خير الدين بدعوى الإساءة إلى حسن الجوار مع المغرب، وأسندت الدولة العثمانية بيلربيكية الجزائر إلى صالح رايس في صفر 960هـ/يناير 1552م، بدلاً من حسن بن خير الدين.

## عودة ابن خير الدين إلى الجزائر
بعد مقتل الباي محمد كرداوعلي والاضطرابات بين الرياس وجنود اليولداش قرر الباب العالي إرسال حسن باشا إلى الجزائر لما يتمتع به من سمعة طيبة بين الجزائريين والرياس البحريين ووصل إلى الجزائر في شهر جوان 1557 على رأس عشرين باخرة حربية لإرساء النظام وخض شوكة فرقة اليولداش.

### عودة الصراع مع السعديين

#### اغتيال السلطان السعدي
كان محمد الشيخ سلطان الدولة السعدية بالمغرب قد قضى على حكم الوطاسيون واستولى على مدينة فاس عام 956 هـ وقام بغزو مدينة تلمسان سنة 1551 التي كانت تحت الحكم العثماني فكون معهم عداوة دامت طويلا، فإنزعج السلطان سليمان القانوني من هذه التصرفات العدائية واوعز إلى حسن باشا باستعمال كل الاساليب المناسبة لكبح مطامع سلطان المغرب وفعلا فقد وضع حسن باشا خطة محكمة مع أحد ضباطه المميزين وهو صالح الكاهية للتخلص من سلطان المغرب وذهب صالح الكاهية رفقة بعض جنوده إلى المغرب وتظاهر انه قد فر مع رفاقه من الجيش العثماني فرحب به السلطان محمد الشيخ وعينه ضمن حرسه الخاص واغتنم صالح الكاهية في إحدى الاحتفالات الفرصة وانقض عليه وقطع رأسه بينما كانوا رفاقه ينقضون على أعضاء الحرس الباقيين. وكان ذلك في 2 نوفمبر 1557 فخلفه ابنه عبد الله الغالب على حكم المغرب واستمر في سياسة ابيه.

#### استمرار الصراع مع السعديين
واصل السلطان المغربي عبد الله الغالب سياسة ابيه وهجم على تلمسان ونصب بها حاكم هناك فبادر حسن باشا بالسير اليها بصحبة ستة الاف عثماني وستة عشرة الف من الجزائريين وما ان سمعت قوات السلطان المغربي بقدوم هذا الجيش الكبير بادرت بالانسحاب إلى الحدود المغربية فتعقبتها القوات الجزائرية إلى حدود اسوار فاس في عام 1558 ونشبت معركة عنيفة ادت إلى خسائر فادحة من الجانبين كان حسن باشا يخطط إلى الاستمرار في القتال والتوغل داخل الدولة السعدية لكن جاءت الاخبار بأن حاكم وهران الاسباني استغل الفرصة واراد قطع طريق العودة لكي يقضي على جيش حسن باشا فبادر هذا الاخير بالانسحاب والمحافظة على ما تبقى من الجيش فإنقسموا قسمين قسم توغل برا واخر ركب البواخر التي كانت تنتظرهم والتوجه إلى الجزائر لكي لا يقع بين فكي القوات المغربية والقوات الاسبانية التي ستبدأ في حملة على مستغانم في نفس السنة.

### الانتصار الكبير بمستغانم
استاء الكونت الكوديت من افلات حسن باشا ووقواته من الخطة التي وضعها خلال معركة واد اللبن وتيقن ان سيطرة الاتراك على تلمسان ستشدد الخناق على القاعدة الاسبانية في وهران فقرر الهجوم على مستغانم لتكون نقطة انطلاق لهجوم كبير على الجزائر وانضم اليه القائد بوغانم بقواته، بعد اتفاق مع سلطان المغرب على ان يتوجه إلى مليانة سالكا الطرق الداخلية وبذلك يكون حسن باشا وقواته التركية والجزائرية بين قبضتين ويتنهي امرهم.
شرع الكونت الكوديت في مسيرته إلى مستغانم يوم 22 أوت 1558 على رأس إثني عشر الف جندي ومدفعية ثقيلة في نفس الوقت كانت السفن الاسبانية تسير في خط مواز تحمل المؤونة والذخائر. لكن كان حسن باشا قد تفطن للأمر فأرسل قواته البحرية لتستولي على السفن الاسبانية وفي نفس الوقت خرج القائد قلج علي بقواته من تلمسان ليقطع على الاسبان خط التموين عن طريق البر.
نزلت هذه الانباء على الكوديت وقواته كالصاعقة فقرر الزحف سريعا نحو مستغانم والاستيلاء عليها قبل وصول قوات حسن باشا وفي الطريق احتلو مدينة مزغران دون قتال ونهبوا منها ما يحتاجونه وواصلو السير نحو مستغانم وعلى مشارفها التحموا بمقاومة شرسة من قبل السكان من عرب المنطقة ودارت معارك طاحنة هناك بين المقاومين والاسبان والقوات الموالية لهم. وصل حسن باشا وجيشه إلى المدينة مما زاد في حماس السكان واشترك معهم في القتال إلى ان دحروهم خارجها فأخذ الاسبان في الانسحاب لكن المقاومين لحقوا بهم وقًتل الكونت الكوديت في مزغران وووقع ابنه دون مارتان في الاسر مع عدد كبير من قواته ولقد تم هذا النصر الكبير في يوم الجمعة 26 أوت 1558 الموافق لـ 12 ذو القعدة 965هـ، ولقد وصلت انباء هزيمة الاسبان وفقدان قائد كبير ومن احسن ضباطها، الكونت الكوديت، إلى اسبانيا لكن اخفوها على شارلكان الذي كان على فراش الموت حينها والذي توفي في 21 سبتمبر من نفس السنة.

### الحملة على سلطان بني عباس
بعد عودته منتصرا من مستغانم كانت الانباء تصل من الشرق بأن سلطان بني عباس يسيطر على الطريق بين الجزائر وقسنطينة وأصبح يعيق سير العثمانيين وخاصة بعد اكتسابه مدفعية وذخيرة حربية تمكنه من مجابهتهم وضم إلى جيشه مجموعة من المرتزقة المسيحيين الفارين من أسر الأتراك وقد أرسل له حسن باشا بن خير الدين يستميله ويعرض عليه التحافل لكن سلطان بني عباس رفض كل العروض لأنه كان يفكر في بناء مملكة مستقلة عن الاتراك. وقبل السير في حملة على بني عباس اراد ان يضمن ولاء سلطان امارة كوكو فتزوج ابنته ثم سار إلى بني عباس واستولى على المسيلة وشيد حصونا في زمورة قرب برج بوعريريج بها حاميات تركية لتأمين الطريق إلى قسنطينة. لكن السلطان عبد العزيز استولى عليها بعد مغادرة حسن باشا فأضطر الباشا إلى خوض معركة ضد عبد العزيز ولكن طبيعة التضاريس بتلك المنطقة والمسالك الوعرة وحرب العصابات قوات بني عباس انهكت الجيش العثماني وفي إحدى المعارك قتل السلطان عبد العزيز فخلفه أخوه أحمد امقران الذي تمكن من الصمود واضطر العثمانيين إلى الانسحاب وعزائهم الوحيد انهم أخذوا برأس عبد العزيز سنة 1559م.
و لم يبقى أحمد امقران مكتوف الايدي، فوسع في نفوذه واستولى على امارة كوكو ودخل في معارك مع الاتراك استمرت عامين اجبرت العثمانيين على التفاهم معه والاعتراف بسلطانه سنة 1561م نظرا لأن حسن باشا سمع بالاستعدادات الحربية المسيحية لشن هجوم واسع على طرابلس والجزائر فأراد جمع قواته للتصدي لذلك.

### الحملة المسيحية الكبرى على شمال أفريقيا (1560)

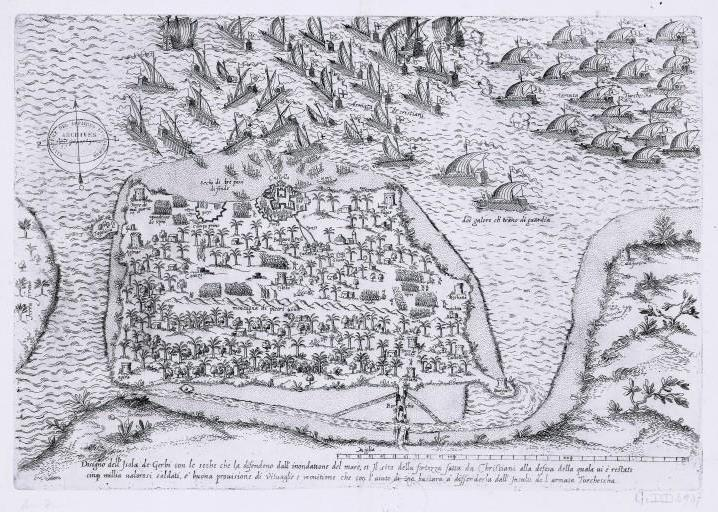
خريطة جربة أثناء معركة جربة عام 1560

في ظل دعوات البابا بيوس الرابع تحالفت قوى كل من جمهورية جنوة، جمهورية البندقية، دوقية سافوي، الدولة البابوية، فرسان مالطا والإمبراطورية الإسبانية لشن هجومات واسعة على شمال أفريقيا كانت الخطة احتلال طرابلس لقطع الامدادات القادمة من القسطنطينية لتكون الجزائر بمعزل ويسهل الاستيلاء عليها. قام قائد الحملة خوان دي لا سيردا دوق ميديناسيلي نائب مملكة صقلية بالاستيلاء على طرابلس ثم الاستيلاء على جزيرة جربة واقامة تحصينات ضخمة بها.استطاع القائد درغوث رئيس استعاده طرابلس من الغراة ووصل مدد الاسطول العثماني بقيادة بياله باشا القائد العام للاساطيل يومئذ ودارت رحى معركة كبيرة بجربة حقق فيها العثمانيين انتصارا حاسما وخسرت القوات المسيحية المتحالفة سفن عديدة وعشرة الاف جندي بين قتيل واسير وحررت جربة. ثم حوصرت القوات المسيحية المتحصنة قبالة الجزائر وانتهت الحملة بهزيمة شنعاء للتحالف المسيحي.

### التمرد على حسن باشا وابعاده
في نفس الوقت عزز هذه الحملة هجوم سلطان المغرب على تلمسان لكن ما ان سمع بهزيمة المسيحين حتى انسحب منها ففكر حسن باشا في تنظيم حملة هدفها المراكز الاسبانية في وهران وسلطان المغرب من جهة أخرى. ولأنه يعلم مدى التوتر بين فرقة اليولداش والرياس قام بتجنيد عدد كبير من الجزائريين لحراسة مدينة الجزائر اثناء غيابهو ما ان بدأ في تنفيذ ذلك حثى ثار عليه الجنود الاتراك والقو القبض على حسن ابن خير الدين بربروس واتباعه والقو بهم في باخرة وأرسلوهم إلى القسطنطينية وكانت حجتهم في ذلك امام الباب العالي ان حسن باشا والي الجزائر ينوي الاستقلال عن الدولة العثمانية وعززوا حجتهم بأنه بدأ في بناء جيش جزائري مستقل يمكنه من ذلك.
و تولى ولاية الجزائر قائدا التمرد حسن قائد الجند ونائبه قوصة محمد لكن الباب العالي لم يعترف بذلك وعين احمد باشا الذي وصل إلى الجزائر بعد ثلاثة شهور من التمرد والقى القبض على قادة التآمر وأرسلهم إلى القسطنطينية.

## حسن باشا واليا على الجزائر للمرة الثالثة
لم يبقى احمد باشا طويلا في الجزائر اذ توفي بعد ثلاثة شهمور من تعيينه فلجأ الباب العالي إلى تعيين حسن بن خير الدين بربروس للمرة الثالثة وأرسل بيالي باشا معه عشرة بواخر حربية لصد أي هجوم يعترض تعيينه لكن دخل إلى قصره بالجزائر دون مقاومة.

### معركة المرسى الكبير التاريخية
بعد عودته إلى الجزائر، بقى حسن باشا خمسة أشهر يعد العدة لتنفيذ المعركة التاريخية حصار وهران والمرسى الكبير اخر معاقل الاسبان في الجزائر وجهز لذلك خمسة عشرة الف جندي بين اتراك ومسيحين ارتدوا عن دينهم والف صبايحي واثني عشرة الف من رجال زواوة وبني عباس إلى جانب وحدات الاسطول الجزائري تحمل المؤن والذخيرة تحرك حسن باشا من الجزائر يوم 5 فيفري 1563 وترك بها نائبه أحمد شتلي ووصل وهران في 3 أفريل ونصب المدافع نحو برج القديسين وكان حاكم وهران انذاك هو دون الونسو واخوه دون مرتان مكلفا بحماية المرسى الكبير وكلاهما ابني الكونت الكوديت. تمكنت القوات الجزائرية من تحطيم برج القديسين واتجه حسن باشا إلى المرسى الكبير واشتدت المعارك هناك واستبسل الاسبان في الدفاع وانضم الاسطول الجزائري إلى المعركة واخذت تقصف الحصون لم يستسلم الاسبان وزادهم حماسا انباء قدوم المدد من اسبانيا وجنوة وسافاوي ومالطة ونابولي تحت قيادة الأميرال أندريا دوريا. قرر حسن باشا الانسحاب لكي لا يقع محاصرا بين تلك القوات بينما قواته البحرية تشابكت مع الاسطول المعادي خسروا حينها عدة سفن ولم ينجو منها الا القليل وبذلك استطاع الاسبان من التصدي لهذا الهجوم الكبير ببسالة وشجاعة.

### حسن باشا يحاول فتح مالطا
بعد فشل حصار وهران والمرسى الكبير، عزم السلطان سليمان القانوني على احتلال مالطة التي كانت أكبر معقل للمسيحيين في وسط البحر الابيض المتوسط والتي يستقر بها المقاتلون الصناديد، فرسان القديس يوحنا، منذ 1530 قبل طردهم بعد فتح جزيرة رودس سنة 1522. شارك حسن باشا في الحصار إلى جانب بيالي باشا قائد الاسطول العثماني وطورغوت باشا والي طرابلس القائد الصنديد الذي توفي في إحدى معارك حصار مالطا وبعد معارك ضارية ووصل المدد من ممالك أوروبا لم يستطع الاسطول الإسلامي الصمود بعد خسارته لعدد كبير من الرجال والسفن وانسحب البقية في 8 سبتمبر 1565.

## منصب القبطان باشا
مات السلطان العثماني الكبير سليمان القانوني في 5 سبتمبر 1566 وخلفه ابنه سليم الثاني فأسند منصب القائد العام للأسطول العثماني إلى حسن باشا في نفس المنصب الذي كان والده خير الدين بربروس يحتله قبل ثلاثة وثلاثين سنة وخلفه في الجزائر محمد بن صالح رايس.

## وفاته
بقي حسن باشا بن خير الدين بربروس في منصب القائد العام للأسطول العثماني إلى ان توفي سنة 1570 عن 53 عاما ودفن إلى جانب والده في مسجد باكداش في حي بيوك بدائرة إسطنبول.

## أنظر أيضا
- قائمة قباطين البحر العثمانيين.
- بكلربك الجزائر.
- أيالة الجزائر.
- حصار وهران والمرسى الكبير.
- حصار مالطا.